# 伯特利
伯特利（Bethel），在古亞述、波斯、希臘時期，伯特利在希伯來語、腓利基語、亞蘭語中是神殿或神的家（Beth的意思是指「屋」；El的意思是指「神」）的意思。

## 字源
在西元前677年時，亞述國王以撒哈頓與推羅國王Ba'al I簽訂的條約中記載著：
May Bethel and Anat-Bethel deliver you to a man-eating lion.
伯特利從西元前七世紀後就成為伯特利神的名字。一些懷疑者認為這是神的名字而非聖經耶利米書四十八章一十三節所記載的城市名字。
摩押必因基抹羞愧，像以色列家從前倚靠伯特利的神羞愧一樣。
撒迦利亞書七章二節亦有提及「伯特利」這個名字，但意思有爭議。原文如下：
|  | 那時伯特利人已經打發沙利色、和利堅米勒、並跟從他們的人、去懇求耶和華的恩。 |

## 聖經
- 雅各去舅舅拉班處避難時夜宿於此，夢見通天的梯子，天使上去下來，耶和華應許他的後裔（以色列人）要「像地上的塵沙那樣多」，「地上萬族必因你和你的後裔得福」，「我與你同在；你無論往那裡去，我必保守你，使你歸回這地。我總不離棄你，直到我成就了向你所應許的」。
- 於是雅各給這裡起名伯特利（神的殿），將所枕的石頭立為石柱紀念，澆油在上面。並許願說：「凡你所賜給我的，我必將十份之一獻給你。」（創世紀28:11-19）
- 雅各返回時又重到此地，在那裡築壇給神，除掉外邦神像和耳環，自潔更換衣裳。又把利百加的乳母底波拉埋葬在橡樹底下。耶和華再次向他顯現，要他改名為以色列。並應許他要繁衍增多，生出君王，得到迦南美地。雅各又立了一根石柱，在柱上澆奠祭和油。（創世紀35:6-15）

- 台語聖詩第287首（新聖詩151首）-救主我愛就你 歌詞中有提及

睡醒歡喜記念，讚美吟詩，所過悽慘煩惱，成伯特利，
苦境變做聖路，救主我愛就你，救主我愛就你，來就近你。

## 以色列
伯特利是古以色列的一個城市，約在耶路撒冷北方十英哩。目前被確認在接近現代以色列領土Beit El的約旦河西岸上Beitin這個巴勒斯坦村莊。

## 耶和华见证人的伯特利
从18世纪末期兴起的耶和华见证人组织也使用伯特利这个名字称呼他们特殊的社区。
在这里伯特利的意思是“上帝的家”，跟希伯来文“神的殿”类似。
在这个称作伯特利的社区里，所有人志愿工作而不领取报酬，而社区的大部分所需也是通过自给自足的形式实现。在这些社区里，主要生产，耶和华见证人传讲圣经的各种书刊和杂志《守望台》和《警醒》杂志就是从伯特利生产的。由于在此居住的成员本身来自各行各业，因此他们可以发挥各自的技能从事生产、出版、翻译、维修、维护工作。
生产杂志需要的纸张，社区电力水等供应，以及整个社区本身都是完全靠其组织的其他成员的捐献建设的。

## 外部連結
- [聖詩第287首-救主我愛就你]
- 聖詩第287首試聽（页面存档备份，存于）